# JuK
JuK（ジューク）は KDE 用の自由ソフトウェアのオーディオプレーヤであり、kdemultimedia パッケージの一部である。MP3、Ogg Vorbis や FLAC オーディオファイルをサポートする。

## 歴史
JuK は2000年に Scott Wheeler によって開発が始められ、もともと QTagger と呼ばれていた。2002年になって KDE の CVS に入り、成熟したオーディオアプリケーションへと成長した。 KDE 3.2 で正式に KDE の一部となった。

## 特徴
メディアプレーヤとして見た場合でも有用であるが、JuK は第一にオーディオジュークボックスアプリケーションである。このことが以下の特徴に反映されている。
- コレクションリストと複数のユーザ定義プレイリスト
- 起動時にディレクトリをスキャンして自動的にプレイリスト（.m3u ファイル）と音楽ファイルをインポートできる。
- コレクション中のフィールドが変化したときに自動的に更新される動的検索プレイリスト
- アルバム、アーティストやジャンルの組から自動的にプレイリストを生成するツリービューモード
- どのファイルがいつ再生されたのかを表すプレイリストの履歴
- 表示されている項目のリストをフィルターするためのインライン検索
- ファイル名や MusicBrainz オンライン検索を利用したタグ情報を推測できる
- タグの内容に基づくファイル改名
- aRts やオプションの GStreamer オーディオバックエンド
- （TagLib を通して）ID3v1、ID3v2 や Ogg Vorbis タグの読み込みや編集サポート